# Roberto Malgesini
Don Roberto Malgesini (Morbegno, 14 agosto 1969 – Como, 15 settembre 2020) è stato un presbitero italiano, ucciso da uno straniero affetto da problemi psichici a cui forniva aiuto.

## Biografia

### Origini, formazione e servizio sacerdotale
Don Roberto Malgesini nasce a Morbegno, si diploma ragioniere e lavora per tre anni presso la Banca Popolare di Sondrio. Animatore nella parrocchia di Sant'Ambrogio a Regoledo di Cosio Valtellino, matura l'idea di entrare in Seminario. Dopo l'anno propedeutico a Brescia, nel 1992 inizia la formazione al sacerdozio; diventa diacono nel 1997 a Sondrio e svolge i successivi mesi di ministero nelle comunità di Socco e Bulgorello. Il 13 giugno 1998 viene ordinato sacerdote da mons. Alessandro Maggiolini, vescovo di Como, che lo nomina vicario parrocchiale prima a Gravedona e poi a Lipomo. Nel 2008 inizia un'esperienza di servizio ai più poveri presso la chiesa di san Rocco a Como con un gruppo di volontari e rischia anche una multa per aver distribuito la colazione ai clochard.

### La morte
Al mattino del 15 settembre 2020, mentre si preparava alla consueta distribuzione di un pasto caldo ai poveri, viene ucciso con 25 coltellate sotto la casa dove abitava in piazza San Rocco a Como da Ridha Mahmoudi, uno dei senza fissa dimora che lui assisteva, di origini tunisine, costituitosi poco dopo alla stazione dei Carabinieri. La perizia effettuata da Nicola Molteni confermerà che l'uomo, al momento dell'omicidio, era capace di intendere e di volere. La sentenza definitiva gli assegnerà 25 anni di carcere.
I funerali di Don Malgesini, presieduti dal vescovo mons. Oscar Cantoni, si sono svolti il 18 settembre a Regoledo di Cosio, dove successivamente è stato anche sepolto. Il 19 settembre nella cattedrale di Como il cardinale Konrad Krajewski, elemosiniere di Sua Santità, ha presieduto la celebrazione in suffragio di don Malgesini.

## Riconoscimenti
- Durante l'udienza generale del 16 settembre 2020 papa Francesco lo ha definito «testimone della carità verso i più poveri»[12] e nell'omelia del 15 novembre 2020, Giornata mondiale dei poveri, lo ha ricordato come esempio tra i «servi fedeli di Dio, che non fanno parlare di sé, ma vivono così, servendo»[13].
- Il presidente della Repubblica, Sergio Mattarella, in data 7 ottobre 2020 ha firmato, motu proprio, il decreto di conferimento della medaglia d'oro al merito civile alla memoria di don Roberto Malgesini[14].
- In suo ricordo il 25 novembre 2020 è stato dedicato a Como il consueto dormitorio invernale allestito per i senza fissa dimora[15].
- Il 28 maggio 2021 il Premio Rosa Camuna gli ha assegnato, alla memoria, la menzione speciale del presidente[16].
- Il 15 giugno 2021 la Provincia di Como ha istituito la benemerenza "Premio Don Roberto Malgesini": «La benemerenza ha lo scopo di riconoscere pubblicamente valore ed estimazione nei confronti di coloro che, con opere concrete nei diversi campi delle attività umane di seguito indicate, hanno svolto un ruolo importante per la comunità provinciale, contribuendo con la propria azione ad affermare il prestigio e la conoscenza del territorio e della sua storia, a diffondere sentimenti di solidarietà sociale ed economica, a servire le istituzioni pubbliche e private con senso di abnegazione nell'interesse generale»[17][18].
- Il 15 settembre 2021 alla piazzetta dove era stato ucciso è stato dato il nome di "Largo Don Roberto Malgesini"[19].
- Nel primo anniversario della morte è stato presentato il libro di Eugenio Arcidiacono su don Roberto dal titolo Asciugava lacrime con mitezza[20].
- Il 16 settembre 2021 gli è stato intitolato l'Istituto Comprensivo di Gravedona ed Uniti[21].
- Il 14 maggio 2022 è stato dato il suo nome all'auditorium comunale di Cosio Valtellino[22].
- Il 20 ottobre 2022 il consiglio comunale di Como ha deciso di assegnare un solo Abbondino d'oro - massima onorificenza civica - per dedicarlo interamente alla memoria di don Roberto[23].
- L'ex-detenuto Zef Karaci, che lo aveva conosciuto in carcere e ne era stato avvicinato alla fede, gli ha dedicato un libro nel 2022 e uno nel 2023[24].
- Nel 2023 Claudio Filiberto Benedetti - che ha conosciuto don Roberto, al quale ha dedicato il libro - ha pubblicato il romanzo di integrazione Una vita al kebab. Il sogno italiano di Azim, nel quale don Roberto ha un ruolo chiave[25].